# Bujar Shehu
Bujar Shehu (Tirana, 7 febbraio 1942) è un ex cestista e allenatore di pallacanestro albanese.

## Carriera

### Giocatore
Storico giocatore e allenatore del 17 Nëntori, ha guidato la formazione della capitale a quattro titoli nazionali da giocatore e altrettanti da allenatore. 
Nel 2002 approda in Kosovo al Pristina prima di passare al Peja e al Drita. Fa ritorno in patria al PBC Tirana chiudendo la carriera.
Durante la sua carriera ha disputato oltre cento gare con la Albania, tra cui il Torneo Europeo di Qualificazione Olimpica FIBA 1972, prima di guidarla a più riprese da capo allenatore. Nel 1992 guida la nazionale al Torneo Europeo di Qualificazione Olimpica FIBA 1992 e nel 1997 ai Giochi del Mediterraneo.ai Giochi del Mediterraneo.

## Palmarès

### Giocatore
- Campionati albanesi: 4

Tirana: 1960-61, 1961-62, 1962-63, 1964-65
- Coppe d'Albania: 3

Tirana: 1961, 1962, 1963

### Allenatore
- Campionati albanesi: 4

Tirana: 1970-71, 1998-99, 2000-01, 2001-02
- Coppe d'Albania: 9

Tirana: 1969, 1971, 1973, 1977, 1988, 2000, 2001, 2002
Studenti Tirana: 2010
- Supercoppe d'Albania: 1

Tirana: 2001